# 보나방튀르역
보나방튀르역 (Station Bonaventure)은 몬트리올 시내의 빌마리 지역구에 위치한 몬트리올 지하철의 오렌지 선 정차역이다. 지하철이 처음 개통한 지 4개월 뒤인 1967년 2월 13일에 개통한 이 역은 1981년에 오렌지 선이 플라스생앙리역까지 연장될 때까지 종착역을 맡았다.
보나방튀르 전 기차역이 근처에 있어서 그 이름을 따서 지어진 이 역은 어원이 성 보나벤투라에서 유래하였다.

## 역 구조
빅토르 프루스가 설계한 이 역은 일반적인 상대식 승강장 역으로, 메자닌 층에 수많은 승객들을 수용하기 위해 절개 공법으로 지어졌다. 몬트리올 지하도시의 일부로, 메자닌층은 왼쪽과 오른쪽에 개찰구가 있고 가운데로 승객들이 지나갈 수 있도록 설계되었다. 메자닌층 밑에 있는 연결 통로로 개찰구 이후에 승강장간 이동이 가능하다.
1992년까지만 해도 이 역에는 출입구가 윈저역 앞에만 있었지만 한쪽으로는 플라스 보나방튀르와 몬트리올 상트랄역, 다른 쪽으로는 샤토 샹플랭과 플라스 뒤 캐나다로 이어지는 연결 통로가 개통되었다. 드라고슈티에르 1000번지 오피스 타워가 역 위에 개통하였을 때, 오피스 건물과 RTL과 엑소 섬 남쪽 버스가 정차하는 시내 터미널과, 건물 서쪽에 있는 드라카테드랄가로 이어지는 출입구가 신설되고, 상트랄역과 플라스 보나방튀르 연결 통로가 개선되었다.
이 역은 몬트리올 상트랄역을 통해 엑소 통근 열차를 이용할 수 있으며, 또다른 종점인 루시앙 랄리에역으로 이어지는 지하 통로도 존재한다.
승강장과 메자닌을 연결하는 엘리베이터는 2009년 11월에 설치되었으나 지상층이나 반대편 승강장으로 이어지는 연결 통로로 연결되는 엘리베이터는 존재하지 않았다. 2019년 9월, 플라스 보나방튀르에서 보나방튀르 지하철역으로 이어지는 엘리베이터가 신설되어 이 역은 휠체어 승객도 이용할 수 있게 되었다. 한편 플라스 뒤 캐나다와 샤토 샹플랭 건물에 있는 엘리베이터는 지하철역 메자닌으로 이어지지 않지만 지하철역과 상트르빌 터미널 간 엘리베이터 공사는 이루어진 상태이다.

## 버스 연결편
보나방튀르에서 갈아탈 수 있는 버스 편은 아래와 같다.
| 노선 | 노선                               | 노선                                | 종점                                     | 종점     | 종점                   | 경유지 | 비고                                                                                 |
| ---- | ---------------------------------- | ----------------------------------- | ---------------------------------------- | -------- | ---------------------- | --- | ------------------------------------------------------------------------------------ |
| 36   | 몽크                               | Monk                                | 앙그리뇽역                               | ↔        | 스콰르빅토리아-OACI역  | 동쪽 - 맨스필드 / 생탄투안 - 스콰르빅토리아-OACI역 서쪽 - 생탄투안 / 드라카테드랄 - 생탄투안 / 필 - 기 / 생자크 - 노트르담 / 앳워터 (리오넬 그루역) - 플라스생앙리역 - 가드부아 체육관 - 몽크 / 졸리쾨르 - 몽크역 - 몽크 / 드라베랑드리 - 앙그리뇽역 | 매일 상시 운행                                                                       |
| 74   | 브릿지                             | Bridge                              | 보나방튀르역                             | ↔        | 멜스 스튜디오          | 남쪽 (AM) - RTL 드라고슈티에르 / 맨스필드 - 로베르 부라사 / 생자크 - 로베르 부라사 / 윌리엄 - 필 / 오타와 - 브릿지 / 웰링턴 - 데물랭 / 피에르 뒤퓌 - 멜스 스튜디오 남쪽 (PM) - RTL 드라고슈티에르 / 맨스필드 - 로베르 부라사 / 생자크 - 멜스 스튜디오 | 평일 러시 아워에만 운행                                                              |
| 75   | 드라코뮌                           | De la Commune                       | 스콰르빅토리아-OACI역                    | ↔        | 보나방튀르역           | 남쪽 - RTL 드라고슈티에르 / 맨스필드 - 스콰르빅토리아-OACI역 | 평일 러시 아워에만 운행                                                              |
| 107  | 베르됭                             | Verdun                              | 라살 / 스티븐스                          | ↔        | 데팽 / 뒤독퇴르 펜필드 | 남쪽 - RTL 필 / 드라고슈티에르 - 필 / 생탄투안 - 필 / 생자크 - 퀘벡고등기술학교 - 필 / 웰링턴 - 웰링턴 / 브릿지 - 샤를부아역 - 라살 / 앙리 뒤아멜 - 드베르됭 / 드레글리즈 - 베르됭역 - 드베르됭 / 우드랜드 - 스티븐스 / 라살 북쪽 - RTL 필 / 드라고슈티에르 - 필 / 르네 레베크 - 필 / 생트카트린느 - 필역 - 필 / 셰르브루크 - 필 / 뒤독퇴르 펜필드 - 데팽 / 뒤독퇴르 펜필드 | 매일 상시 운행                                                                       |
| 150  | 르네 레베크                        | René-Lévesque                       | 앳워터역                                 | ↔        | 파피노역               | 동쪽 - 르네 레베크 / 맨스필드 - 생파트릭 대성당 (르네 레베크 / 생탈렉상드르) - 르네 레베크 / 생로랑 - 르네 레베크 / 생드니 - 르네 레베크 / 아다데겐 - 캐나다 방송 협회 (르네 레베크 / 파네) - 르네 레베크 / 파피노 - 드로리미에 / 생트카트린느 - 드로리미에 / 드메종뇌브 - 파피노역 서쪽 - 르네 레베크 / 스탠리 - 르네 레베크 / 필 - 르네 레베크 / 기 - 르네 레베크 / 앳워터 - 앳워터역 | 평일 오전 6시 30분부터 오후 6시 30분까지, 주말/일요일 오전 9시부터 오후 6시까지 운행 |
| 178  | 푸앵트노르 / 일데쇠르              | Pointe-Nord / Île-des-Soeurs        | 루시앙 랄리에역                          | ↔        | 마게리트 학교          | 남쪽 - RTL 르네 레베크 / 맨스필드 - 로베르 부라사 / 웰링턴 - 벨 캐나다 본사 - 뒤코메스 40번지 - 마게리트 부르주아 / 데파세로 - 마게리트 학교 북쪽 - RTL 르네 레베크 / 맨스필드 (몬트리올 상트랄역) - 루시앙 랄리에역 | 평일 오전 6시부터 저녁 7시까지 운행                                                  |
| 350  | 베르됭 / 라살                      | Verdun / LaSalle                    | 라플뢰르 터미널                          | ↔        | 프롱트낙역             | 동쪽 - 355 358 364 747 르네 레베크 / 맨스필드 - 355 358 364 747 르네 레베크 / 유니언 - 355 358 364 365 747 르네 레베크 / 잔 망스 - 355 358 363 364 365 747 르네 레베크 / 생로랑 - 355 358 361 364 747 르네 레베크 / 베리 - 355 358 364 르네 레베크 / 아다데겐 - 355 358 364 르네 레베크 / 파피노 - 353 355 356 357 358 360 362 364 368 프롱트낙역 서쪽 - 355 358 364 747 르네 레베크 / 맨스필드 - 355 358 364 369 747 르네 레베크 / 기 - 354 355 356 358 360 364 369 371 376 앳워터역 - 371 747 앳워터 / 생탄투안 - 371 747 리오넬 그루역 - 앳워터 / 노트르담 - 라살 / 캐스 (라살역) - 드레글리즈역 - 베르됭역 - 드베르됭 / 우드랜드 - 졸리쾨르역 - 졸리쾨르 / 로랑도 - 몽크역 - 몽크 / 드라베랑드리 - 앙그리뇽역 - 카르푸 앙그리뇽 - 레제 / 뉴먼 - STM 라살 차량기지 - 레제 / 뉴먼 - 뉴먼 / 라피에르 - 쉐브첸코 / 뉴먼 - 쉐브첸코 / 장 브리용 - 비숍 파워 / 조르주 - 상트랄 / 레이몽 - 상트랄 / 63번 - 상트랄 / 76번 - 상트랄 / 90번 - 라살 / 라플뢰르 - 라플뢰르 터미널 | 매일 심야 시간대에 운행                                                              |
| 355  | 피뇌프                             | Pie-IX                              | 피뇌프 / 앙리 부라사                     | ↔        | 앳워터역               | 남쪽 - 350 358 364 747 르네 레베크 / 맨스필드 - 350 358 364 369 747 르네 레베크 / 기 - 350 354 356 358 360 364 369 371 376 앳워터역 북쪽 - 350 358 364 747 르네 레베크 / 맨스필드 - 350 358 364 747 르네 레베크 / 유니언 - 350 358 364 365 747 르네 레베크 / 잔 망스 - 350 358 363 364 365 747 르네 레베크 / 생로랑 - 350 358 364 747 르네 레베크 / 베리 - 350 358 364 르네 레베크 / 아다데겐 - 350 358 364 르네 레베크 / 파피노 - 350 353 356 357 358 360 362 364 368 프롱트낙역 - 온타리오 / 다비드슨 - 피뇌프 / 온타리오 - 362 피뇌프 / 오슐라가 - 피뇌프역 - 364 피뇌프 / 셰르브루크 - 피뇌프 / 뒤몽루아얄 - 피뇌프 / 생조셉 - 370 피뇌프 / 로즈몽 - 피뇌프 / 보비앙 - 372 피뇌프 / 장 탈롱 - 피뇌프 / 자리 - 피뇌프 / 로베르 - 생미셸-몽레알노르역 - 피뇌프 / 다미앙 - 380 피뇌프 / 앙리 부라사 | 매일 심야 시간대에 운행                                                              |
| 358  | 생트카트린느                       | Sainte-Catherine                    | 앳워터역                                 | ↔        | 프롱트낙역             | 동쪽 - 생트카트린느 / 맨스필드 - 생트카트린느 / 로베르 부라사 - 350 355 364 365 747 르네 레베크 / 잔 망스 - 350 355 363 364 365 747 르네 레베크 / 생로랑 - 361 747 생트카트린느 / 생튀베르 (베리-UQAM역) - 보드리역 - 359 파피노역 - 생트카트린느 / 드로리미에 - 생트카트린느 / 디베르빌 - 350 353 355 356 357 360 362 364 368 프롱트낙역 서쪽 - 350 355 364 747 르네 레베크 / 맨스필드 - 350 355 364 369 747 르네 레베크 / 기 - 350 354 355 356 360 364 369 371 376 앳워터역 | 매일 심야 시간대에 운행                                                              |
| 364  | 셰르브루크 / 조셉 르노             | Sherbrooke / Joseph-Renaud          | 앙리 부라사역                            | ↔        | 플라스다름역           | 동쪽 - 350 355 358 747 르네 레베크 / 맨스필드 - 350 355 358 747 르네 레베크 / 유니언 - 350 355 358 365 747 르네 레베크 / 잔 망스 - 350 355 358 363 365 747 르네 레베크 / 생로랑 - 350 355 358 361 747 르네 레베크 / 베리 - 350 355 358 르네 레베크 / 아다데겐 - 350 355 358 르네 레베크 / 파피노 - 350 353 355 356 357 358 360 362 368 프롱트낙역 - 356 357 362 368 프롱트낙 / 오슐라가 - 362 셰르브루크 / 다비드슨 - 355 셰르브루크 / 피뇌프 - 셰르브루크 / 비오 - 셰르브루크 / 드라송시옹 - 카딜락역 - 370 랑젤리에역 - 370 라디송역 - 362 370 오노레 보그랑역 - 362 생도나 / 셰르브루크 - 생도나 / 루아 르네 - 조셉 르노 / 이브 프레보 - 조셉 르노 / 드샤토뇌프 - 드샤토뇌프 / 드푸지레이 - 레이 로슨 / 자리 - 시컨트 / 봄바르디에 - 372 380 STM 앙주 차량기지 서쪽 - 350 355 358 747 르네 레베크 / 맨스필드 - 350 355 358 359 747 르네 레베크 / 기 - 350 354 355 356 358 360 369 371 376 앳워터역                                                                     | 매일 심야 시간대에 운행                                                              |
| 410  | 노트르담 급행                      | Express Notre-Dame                  | 드라몽타뉴 / 르네 레베크                 | → PM← AM | 100번 / 뷔로           | 동쪽 - RTL 르네 레베크 / 맨스필드 - 르네 레베크 / 유니언 - 르네 레베크 / 잔 망스 - 르네 레베크 / 생로랑 - 르네 레베크 / 생드니 - 르네 레베크 / 아다데겐 - 르네 레베크 / 파피노 - 노트르담 / 조르주 비제 - 노트르담 / 피에르 테트로 - 노트르담 / 헥토르 - 노트르담 / 드레글리즈 - 노트르담 / 3번 - 노트르담 / 생장밥티스트 - 노트르담 / 뒤트리상트네르 - 노트르담 / 드라루슬리에르 - 노트르담 / 81번 - 100번 / 뷔로 서쪽 - RTL 르네 레베크 / 맨스필드 - 루시앙 랄리에역 | 시내 방면 평일 아침 러시 아워에, 푸앵토트랑블 방면 오후 러시 아워에 운행.            |
| 420  | 노트르담드그라스 급행              | Express Notre-Dame-de-Grâce         | 웨스트민스터 / 코트생룩                  | → AM← PM | 보나방튀르역           | 서쪽 - RTL 필 / 생탄투안 - 로베르 부라사 / 르네 레베크 - 로베르 부라사 / 생트카트린느 (맥길역) - 드메종뇌프 / 맨스필드 (필역) - 메트칼프 / 생트카트린느 - 르네 레베크 / 기 - 셰르브루크 / 지루아르 - 셰르브루크 / 루아얄 - 셰르브루크 / 캐번디시 - 캐번디시 / 드몽크랜드 - 캐번디시 / 소머레드 - 캐번디시 / 필딩 - 코트생룩 / 컴버랜드 - 코트생룩 / 로즈데일 - 코트생룩 / 애쉬데일 - 코트생룩 / 웨스트민스터 | 시내 방면 평일 오전, 코트생룩 방면 평일 오후에 운행                                  |
| 427  | 생조셉 급행                        | Express Saint-Joseph                | 기-컨커디아역                            | → AM← PM | 로리에 / 피뇌프        | 동쪽 - RTL 르네 레베크 / 맨스필드 - 르네 레베크 / 잔 망스 - 르네 레베크 / 생로랑 - 베리-UQAM역 - 몬트리올 시외버스 터미널 - 생드니 / 루아 - 생드니 / 라셸 - 몽루아얄역 - 로리에역 - 생조셉 / 크리스토프 콜롬브 - 생조셉 / 파피노 - 생조셉 / 드로리미에 - 생조셉 / 생미셸 - 로리에 / 피뇌프 서쪽 - RTL 르네 레베크 / 맨스필드 - 루시앙 랄리에역 - 르네 레베크 / 기 - 기-컨커디아역 | 시내 방면 평일 오전, 로즈몽 방면 평일 오후 러시 아워에 운행                          |
| 430  | 푸앵토트랑블 급행                  | Express Pointe-aux-Trembles         | 드라몽타뉴 / 르네 레베크                 | → PM← AM | 81번 / 노트르담        | 동쪽 - RTL 르네 레베크 / 맨스필드 - 르네 레베크 / 유니언 - 르네 레베크 / 잔 망스 - 르네 레베크 / 생로랑 - 르네 레베크 / 생드니 - 르네 레베크 / 아다데겐 - 르네 레베크 / 파피노 - 노트르담 / 조르주 비제 - 노트르담 / 피에르 테트로 - 조르주생크 / 뒤뷔송 - 조르주생크 / 생트클레어 - 셰르브루크 / 드라그랑달레 - 셰르브루크 / 생장밥티스트 - 셰르브루크 / 뒤트리상트네르 - 셰르브루크 환승 주차장 - 푸앵토트랭블역 - 셰르브루크 / 81번 - 81번 / 노트르담 서쪽 - RTL 르네 레베크 / 맨스필드 - 루시앙 랄리에역 | 시내 방면 평일 오전, 푸앵토트랑블 방면 평일 오후 러시 아워에 운행                    |
| 445  | 파피노 급행                        | Express Papineau                    | 드 라 카테드랄 / 르네 레베크             | ↔        | 20번 / 드 벨샤스       | 동쪽 - 드 라 카테드랄 / 르네 레베크 - 르네 레베크 / 잔 망스 - 르네 레베크 / 베리 - 르네 레베크 / 파피노 - 드로리미에 / 생트카트린느 - 드로리미에 / 온타리오 - 드로리미에 / 뒤몽루아얄 - 파피노 / 로리에 - 파피노 / 로즈몽 - 파피노 / 드 벨샤스 - 보비앙 / 디베르빌 - 보비앙 / 생미셸 - 콜레주 드 로즈몽 - 20번 / 드 벨샤스 | 2019년 8월 26일부터 평일 러시 아워에 운행                                            |
| 465  | 코트데네이주 급행                  | Express Côte-des-Neiges             | 몽루아얄 통근열차역                      | ↔        | 생로랑역               | 남쪽 - 르네 레베크 / 맨스필드 - 르네 레베크 / 잔 망스 - 생로랑역 북쪽 - 르네 레베크 / 맨스필드 - 르네 레베크 / 드라몽타뉴 (루시앙 랄리에 지하철 및 통근열차역) - 르네 레베크 / 기 - 기 / 생트카트린느 - 기-컨커디아역 - 코트데네이주 / 셰르브루크 - 코트데네이주 / 뒤독퇴르 펜필드 - 몬트리올 종합병원 - 코트데네이주 / 더 블루버드 - 코트데네이주 / 리멤버런스 - 노트르담데네이주 묘지 - 코트데네이주 / 퀸 메리 - 코트데네이주역 - 코트데네이주 / 코트생트카트린느 - 코트데네이주 / 밴혼 - 코트데네이주 / 장 탈롱 - 몽루아얄역 | 평일 러시 아워에만 운행 2019년 8월 26일부터 435번을 대체하여 운행                    |
| 480  | 파크 급행                          | Express Du Parc                     | 퀘르브 / 뒤로쉐                          | ↔        | 르네 레베크 / 기       | 남쪽 - 르네 레베크 / 맨스필드 - 르네 레베크 / 비숍 (루시앙 랄리에 지하철 및 통근열차역) - 르네 레베크 / 기 북쪽 - 르네 레베크 / 맨스필드 - 플라스데자르역 - 셰르브루크 / 드블루리 - 뒤파크 / 데팽 - 몽루아얄 공원 - 뒤파크 / 뒤몽루아얄 - 뒤파크 / 생조셉 - 뒤파크 / 베르나르 - 뒤파크 / 밴혼 - 파크 지하철 및 통근열차역 - 샹파뇌르 / 자리 - 호위 모렌츠 경기장 - 퀘르브 / 뒤로쉐 | 평일 러시 아워에만 운행 2019년 8월 26일부터 435번을 대체하여 운행                    |
| 747  | 피에르 엘리오트 트뤼도 공항 / 시내 | Aéroport P-E-Trudeau / Centre-ville | 몬트리올 피에르 엘리오트 트뤼도 국제공항 | ↔        | 베리-UQAM역            | 동쪽 - RTL 르네 레베크 / 맨스필드 - 르네 레베크 / 유니언 - 르네 레베크 / 잔 망스 - 르네 레베크 / 생로랑 - 르네 레베크 / 드로텔드빌 - 베리-UQAM역 (몬트리올 시외버스 터미널) 서쪽 - RTL 르네 레베크 / 맨스필드 - 르네 레베크 / 필 - 르네 레베크 / 드라몽타뉴 - 르네 레베크 / 비숍 - 리오넬 그루역 - 몬트리올 피에르 엘리오트 트뤼도 국제공항 | 매일 24시간 운행                                                                     |
| 777  | 카지노 / 보나방튀르역              | Le Casino / Station Bonaventure     | 보나방튀르역                             | ↔        | 몬트리올 카지노        | 동쪽 - 로베르 부라사 / 윌리암 - 로베르 부라사 / 웰링턴 - 비커다이크 터미널 - 아비타 67 - 장 드라포역 - 몬트리올 카지노 | 매일 상시 운행                                                                       |

## 같이 보기
- 몬트리올 광역급행철도

## 인접한 역
| 오렌지 선                     | 오렌지 선 | 오렌지 선                         |
| ----------------------------- | --------- | --------------------------------- |
| 루시앙 랄리에 코트베르튀 방면 | 오렌지 선 | 스콰르빅토리아-OACI 몽모랑시 방면 |